# Eine Erklärung für Alles
Eine Erklärung für Alles (englischer Titel Explanation for Everything, im Ungarischen auch Magyarázat mindenre) ist ein Filmdrama von Gábor Reisz. Die Kooperation zwischen Ungarn und der Slowakei feierte Anfang September 2023 bei den Internationalen Filmfestspielen in Venedig ihre Premiere, wo Reisz mit dem Venice Horizons Award ausgezeichnet wurde. Anfang Oktober 2023 kam der Film in die ungarischen Kinos. Der Kinostart in Deutschland war im Dezember 2024.

## Handlung
Eigentlich sollte der Oberstufenschüler Ábel für seine mündliche Abschlussprüfung in Geschichte an einem Budapester Gymnasium büffeln, doch er muss ständig an seine Freundin Janka denken, die er über alles liebt. Ábels Mutter Judit und sein Vater György, ein rechter Orban-Anhänger der als Architekt arbeitet, legen großen Wert auf den schulischen Erfolg ihres einzigen Kindes.
Am Tag der Prüfung erscheint Ábel in eleganten Schuhen und in seinem besten dunklen Blazer, auf dem seit dem letzten Tragen noch immer die Anstecknadel angebracht ist, als sie die Unabhängigkeit Ungarns feierten. Sein Geschichtslehrer Jakab fragt ihn, warum er bei der Prüfung die Anstecknadel am Revers trägt, die in diesen Tagen auf eine nationalistische Gesinnung hinweist. Ábel bringt kaum ein Wort heraus und vermasselt die Prüfung völlig.
Als sein Vater György davon hört, ist für diesen sofort klar, dass Jakab politisch voreingenommen ist und seinen Sohn deshalb durch die Prüfung hat rasseln lassen. Als die Nachwuchsjournalistin Erika, die für ein rechtsgerichtetes Blatt schreibt, von dem Vorfall hört, findet das Gerücht eine mediale Echokammer.

## Produktion

### Filmstab und Hintergrund
Bei Explanation for Everything handelt es sich nach Aus unerfindlichen Gründen von 2014 und  Falsche Poesie von 2018 um den dritten Spielfilm des ungarischen Regisseurs Gábor Reisz. Gemeinsam mit Éva Schulze schrieb er auch das Drehbuch, mit Kálmán András die Filmmusik und übernahm zusammen mit Vanda Gorácz den Filmschnitt.
Anstecker mit den Farben der ungarischen Flagge, wie Ábel einen im Film bei der Prüfung trägt, waren früher ein Accessoire zur Erinnerung an die Revolution von 1848 und gelten heute als Erkennungszeichen der Nationalkonservativen um Orbán und seine Fidesz-Partei.

### Besetzung
Gáspár Adonyi-Walsh spielt in der Hauptrolle den Schüler Ábel. Krisztina Urbanovits und István Znamenák spielen seine Eltern Judit und György und Lilla Kizlinger seine Freundin Janka. András Rusznák ist in der Rolle von Ábels Geschichtslehrer Jakab zu sehen. Eliza Sodró spielt dessen Frau Dorka. Rebeka Hatházi ist in der Rolle der Nachwuchsjournalistin Erika zu sehen, die für ein rechtsgerichtetes Blatt über den Vorfall berichtet.

### Veröffentlichung
Die Premiere des Films erfolgte am 1. September 2023 bei den Internationalen Filmfestspielen von Venedig. Am 5. Oktober 2023 kam er unter dem Titel Magyarázat mindenre in die ungarischen Kinos. Im Oktober 2023 wurde er beim Chicago International Film Festival gezeigt und eröffnete am 19. Oktober 2023 die Viennale. Ende November 2023 wurde er beim Marrakech International Film Festival gezeigt und Ende Januar, Anfang Februar 2024 beim Göteborg Film Festival. Im März 2024 wurde er beim Vilnius International Film Festival vorgestellt und im April 2024 im Rahmen der Reihe New Directors / New Films, einem gemeinsamen Filmfestival des New Yorker Museum of Modern Art und der Film Society of Lincoln Center. Im Juni 2024 wurde der Film beim Sydney Film Festival gezeigt. Ende Juni, Anfang Juli 2024 wurde Explanation for Everything beim Karlovy Vary International Film Festival gezeigt. Anfang Juli 2024 wurde er unter dem Titel Eine Erlärung für alles beim Filmfest München vorgestellt. Anfang August 2024 wurde der Film beim New Zealand International Film Festival gezeigt. Mitte September 2024 wurde er bei der Filmkunstmesse Leipzig vorgestellt. Am 27. September 2024 kam der Film in die österreichischen Kinos. Der Kinostart in Deutschland war am 19. Dezember 2024.

## Rezeption

### Kritiken

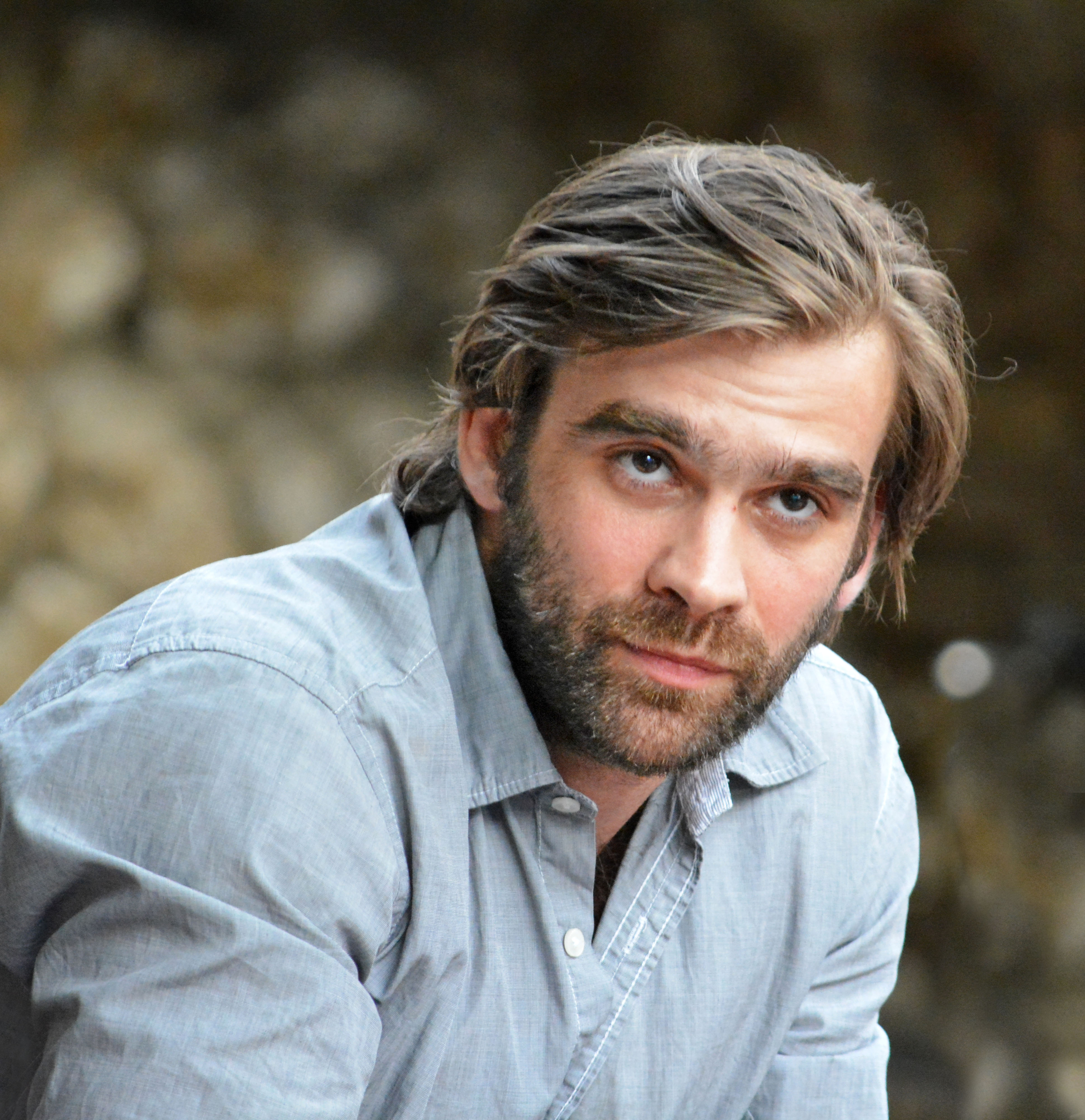
András Rusznák spielt den Geschichtslehrer Jakab

Michael Grünwald schreibt in seiner Kritik bei uncut.at, Explanation for Everything sei ein Film, der verblüfft, aber vor allem einer, der sich an den Rand des politischen Grabenbruchs seines Herkunftslandes stellt, um auf die andere Seite hinüberzurufen. Den Diskurs suche Gábor Reisz aber nur in der Hoffnung, Brücken zu bauen über einem reißenden Abwasserstrom aus Polemik, Schwarzseherei und Revolutionsgedanken. Wasser fließe und tropfe in dem Film als Metapher für ein leckschlagendes Gesellschaftssystem, das immer dysfunktionaler zu werden scheint. Grünwald schreibt weiter: „Weder spröde noch trocken noch kopflastig. Weder zu kompliziert gedacht noch langweilig noch viel Lärm um nichts.“ Explanation for Everything sei so entlarvend wie die Filme von Ruben Östlund oder Lars Kraume, so ungeniert wie Radu Jude und so voller spritziger Dialoge, als hätte Noah Baumbach ein neues Genre gefunden, nämlich das der politischen Rollenklischees und Stereotypen.

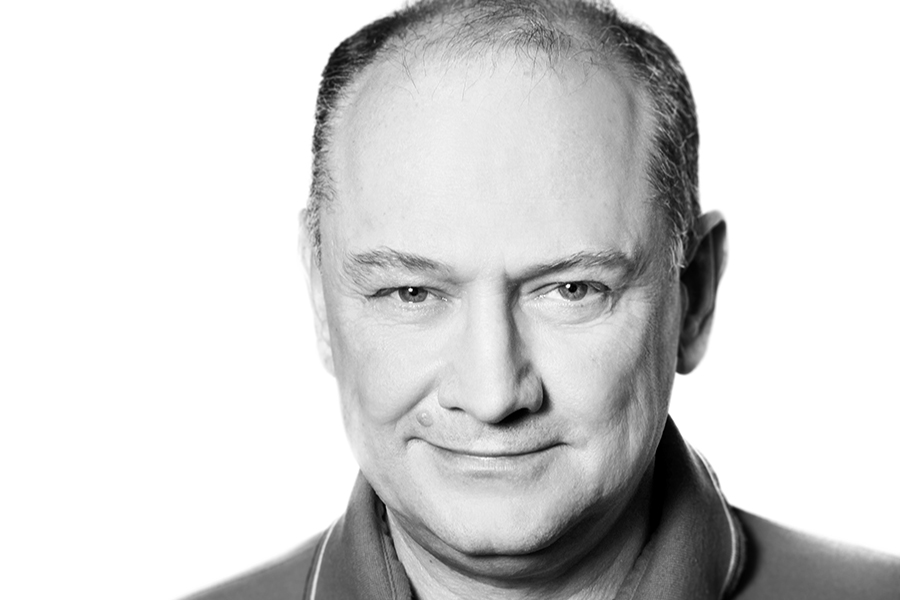
István Znamenák spielt Ábels Vater György

Jens Balkenborg schreibt in seiner Kritik in der taz, Reisz habe gemeinsam mit Drehbuchautorin Éva Schulze ein flirrendes Porträt der gegenwärtigen ungarischen Gesellschaft orchestriert. Dem dumpfen populistischen Grundrauschen politischer Grabenkämpfe begegne Reisz als Brückenbauer, dem der Humor nicht abhandengekommen ist. Der Regisseur spiele im Kleinen die großen autokratischen Mechanismen in Bildung und Presse und die Konfliktlinien in zerrissenen Gesellschaften parabelhaft durch. So angenehm ambivalent vieles bleibt, verkläre Eine Erklärung für alles nichts. Ohne zu Schablonen zu verkommen, kreisten die zwei von Ábels Vater György und dessen Lehrer Jakab verkörperten politischen Pole um den jungen Protagonisten. Newcomer Gáspár Adonyi-Walsh spiele ihn mit zurückhaltendem Charme, und auch wenn man ihn lange nicht versteht, so bleibe man doch bei ihm.

### Auszeichnungen
Explanation for Everything befand sich in der Vorauswahl zum Europäischen Filmpreis 2023. Im Folgenden eine Auswahl von Nominierungen und Auszeichnungen.
Chicago International Film Festival 2023
- Auszeichnung als Bester Spielfilm mit dem Gold Hugo (Gábor Reisz)
- Auszeichnung für das Beste Drehbuch mit dem Silver Hugo (Gábor Reisz und Éva Schulze)[20]

Filmfestival Cottbus 2024
- Nominierung im Wettbewerb Jugendfilm[21]

Filmfest München 2024
- Auszeichnung als Bester Film im Wettbewerb CineMasters[22]

Internationale Filmfestspiele von Venedig 2023
- Auszeichnung als Bester Film mit dem Venice Horizons Award (Gábor Reisz)

Las Palmas International Film Festival 2024
- Auszeichnung mit der Silver Lady Harimaguada (Gábor Reisz)[23]

Les Arcs Film Festival 2023
- Nominierung für den Crystal Arrow im Hauptwettbewerb
- Auszeichnung mit dem  Prix d’interprétation (Gáspár Adonyi-Walsh)
- Auszeichnung mit dem Prix Cineuropa[24][25]

Prague International Film Festival (Febiofest) 2024
- Auszeichnung als Bester Film
- Lobende Erwähnung beim Film Club Award (Gábor Reisz)[26]